# Brüskenheide
Die  Brüskenheide ist ein in Ostbevern und Telgte (Kreis Warendorf, Nordrhein-Westfalen) gelegenes Naturschutzgebiet (WAF-004). Das 55,7 ha große Areal befindet sich in der Bauerschaft Brock, in der Haselheide. Das Naturschutzgebiet wird vom Gellenbach durchlaufen, der die Grenze zwischen Ostbevern und Telgte bildet.

## Bedeutung
Die Brüskenheide ist seit dem 16. Mai 2008 als Naturschutzgebiet ausgewiesen. Es ist zumeist Weidegrünland mit mehreren Blänken und kiefernreichen Feldgehölzen und bildet das Brutgebiet des Brachvogels sowie das Nahrungshabitat der Grau- und Kanadagänse. Im Jahr 2007 hat die Gemeinde Ostbevern Flächen erworben und eine Blänke anlegen lassen.